# Ci stanno uccidendo al suono della nostra musica
Ci stanno uccidendo al suono della nostra musica è il primo album del gruppo Hardcore punk italiano Peggio Punx, autoprodotto e pubblicato nel 1984.
Il disco è stato pubblicato originariamente in formato 12 pollici e successivamente incluso anche nella raccolta Discography del 2005.

## Tracce
1. Moda – 1:51
2. Guarda – 1:30
3. Surreale – 2:10
4. Sogni ed illusioni – 1:33
5. Vivi come vuoi – 1:43
6. La tua lotta – 1:54
7. Ci stanno uccidendo... – 3:01
8. No! Mai! – 1:31